# Tomáš Petrášek
Tomáš Petrášek (ur. 2 lutego 1992 w Rychnovie nad Kněžnou) – czeski piłkarz, występujący na pozycji obrońcy, od 2016 do 2023 w polskim klubie Raków Częstochowa.
29 czerwca 2023 roku podpisał kontrakt z Jeonbuk Hyundai Motors.

## Kariera klubowa

### FK Kolín
1 lipca 2014 udał się na półroczne wypożyczenie do FK Kolín, w którym zadebiutował 3 sierpnia 2014 w meczu II ligi czeskiej przeciwko 1. SC Znojmo (0:4). Pierwszą bramkę w barwach klubu zdobył 22 listopada 2014 w meczu ligowym przeciwko Fastavowi Zlín (1:1). W sezonie 2014/15 jego zespół zajął ostatnie miejsce w tabeli i spadł do III ligi czeskiej.

### FK Slavoj Vyšehrad
1 lipca 2015 przeszedł do FK Slavoj Vyšehrad, w którym zadebiutował 2 sierpnia 2015 w meczu II ligi czeskiej przeciwko 1. SC Znojmo (0:4). Pierwszą bramkę zdobył 30 sierpnia 2015 w meczu Pucharu Czech przeciwko Zenitowi Čáslav (0:3). W sezonie 2015/16 jego zespół zajął ostatnie miejsce w tabeli i spadł do III ligi czeskiej.

### Raków Częstochowa
28 czerwca 2016 podpisał kontrakt z Rakowem Częstochowa, w którym zadebiutował 15 lipca 2016 w meczu Pucharu Polski przeciwko Wiśle Puławy (2:1). W II lidze zadebiutował 31 lipca 2016 w meczu przeciwko Olimpii Elbląg (2:2). Pierwszą bramkę w barwach klubu zdobył 20 sierpnia 2016 w meczu ligowym przeciwko Gryfowi Wejherowo (4:1). W sezonie 2016/17 jego zespół wywalczył mistrzostwo II ligi i awansował do wyższej klasy rozgrywkowej. W I lidze zadebiutował 6 sierpnia 2017 w meczu przeciwko Puszczy Niepołomice (2:3). Pierwszą bramkę w lidze zdobył 26 sierpnia 2017 w meczu przeciwko Zagłębiu Sosnowiec (2:2). W sezonie 2018/19 jego zespół dotarł do półfinału Pucharu Polski, w którym przegrał z Lechią Gdańsk (0:1), i wywalczył mistrzostwo I ligi, zapewniające awans do wyższej klasy rozgrywkowej. W Ekstraklasie zadebiutował 20 lipca 2019 w meczu przeciwko Koronie Kielce (0:1), a pierwszą bramkę zdobył 27 lipca 2019 w meczu przeciwko Jagiellonii Białystok (1:0).
W 2021 r. został wybrany przez redakcję portalu igol.pl oraz kibiców do jedenastki stulecia Rakowa.

## Kariera reprezentacyjna
W reprezentacji Czech zadebiutował 7 października 2020 w wygranym 2:1 meczu z Cyprem.

## Statystyki
(aktualne na dzień 18 maja 2021)
| Klub               | Sezon              | Liga               | Liga  | Liga   | Puchar kraju | Puchar kraju | Suma  | Suma   |
| Klub               | Sezon              | Liga               | Mecze | Bramki | Mecze        | Bramki       | Mecze | Bramki |
| ------------------ | ------------------ | ------------------ | ----- | ------ | ------------ | ------------ | ----- | ------ |
| FK Kolín (wyp.)    | 2014/15            | FNL                | 14    | 1      | 1            | 0            | 15    | 1      |
| FK Kolín (wyp.)    | Ogólnie            | Ogólnie            | 14    | 1      | 1            | 0            | 15    | 1      |
| FK Slavoj Vyšehrad | 2015/16            | FNL                | 15    | 0      | 2            | 1            | 17    | 1      |
| FK Slavoj Vyšehrad | Ogólnie            | Ogólnie            | 15    | 0      | 2            | 1            | 17    | 1      |
| Raków Częstochowa  | 2016/17            | II liga            | 33    | 8      | 3            | 0            | 36    | 8      |
| Raków Częstochowa  | 2017/18            | I liga             | 14    | 5      | –            | –            | 14    | 5      |
| Raków Częstochowa  | 2018/19            | I liga             | 24    | 8      | 5            | 2            | 29    | 10     |
| Raków Częstochowa  | 2019/20            | Ekstraklasa        | 34    | 6      | 2            | 0            | 36    | 6      |
| Raków Częstochowa  | 2020/21            | Ekstraklasa        | 8     | 2      | 0            | 0            | 8     | 2      |
| Raków Częstochowa  | Ogólnie            | Ogólnie            | 113   | 29     | 10           | 2            | 123   | 31     |
| Ogólnie w karierze | Ogólnie w karierze | Ogólnie w karierze | 142   | 30     | 13           | 3            | 155   | 33     |

## Sukcesy

### Klubowe

#### Raków Częstochowa
- Mistrzostwo Polski: 2022/2023
- Wicemistrzostwo Polskiː 2020/2021, 2021/2022
- Puchar Polskiː 2020/2021, 2021/2022
- Finał Pucharu Polski: 2022/2023
- Superpuchar Polski: 2021
- Mistrzostwo II ligi: 2016/2017
- Mistrzostwo I ligi: 2018/2019